# 評論家選擇電影獎最佳化妝與髮型設計
评论家选择电影奖最佳化妝與髮型設計（Critics' Choice Movie Award for Best Hair and Makeup）是頒發給年度最佳化妝與髮型設計，於2009年開始頒發。

## 提名及得獎名單

### 2000年代
2009: 《第九区》
- 《阿凡达》
- 《華麗年代》
- 《末路浩劫》
- 《星际迷航》

### 2010年代
2010: 《魔境夢遊》
- 《黑天鹅》
- 《哈利·波特与死亡圣器（上）》
- 《真實的勇氣》

2011: 《哈利·波特与死亡圣器（下）》
- 《變裝男侍》
- 《胡佛传》
- 《与梦露的一周》
- 《鐵娘子》

2012: 《雲圖》
- 《霍比特人：意外旅程》
- 《悲惨世界》
- 《林肯》

2013: 《美国骗局》
- 《为奴十二年》
- 《白宫管家》
- 《霍比特人2：史矛革之战》
- 《決戰終點線》

2014: 《银河护卫队》
- 《暗黑冠軍路》
- 《哈比人：五軍之戰》
- 《魔法黑森林》
- 《黑魔女：沉睡魔咒》

2015: 《疯狂的麦克斯：狂暴之路》
- 《黑勢力》
- 《卡露的情人》
- 《丹麦女孩》
- 《八惡人》
- 《神鬼獵人》

2016: 《第一夫人的秘密》
- 《奇異博士》
- 《怪獸與牠們的產地》
- 《鋼鐵英雄》
- 《星际迷航3：超越星辰》

2017: 《最黑暗的時刻》
- 《美女與野獸》
- 《老娘叫譚雅》
- 《水底情深》
- 《奇蹟男孩》

2018: 《為副不仁》
- 《黑豹》
- 《波希米亞狂想曲》
- 《真寵》
- 《雙后傳》
- 《窒息》

2019: 《重磅腥聞》
- 《我叫多麥特》
- 《愛爾蘭人》
- 《小丑》
- 《朱迪》
- 《從前，有個好萊塢》
- 《火箭人》

### 2020年代
2020: 《蓝调天后》
- 《艾瑪.》
- 《乡下人的悲歌》
- 《曼克》
- 《前程似锦的女孩》
- 《美国诉比莉·哈乐黛》

2021: 《神聖電視台》
- 《時尚惡女：庫伊拉》
- 《沙丘》
- 《Gucci：豪門謀殺案》
- 《玉面情魔》

2022: 《貓王艾維斯》
- 《巴比倫》
- 《蝙蝠俠》
- 《黑豹2：瓦干達萬歲》
- 《媽的多重宇宙》
- 《我的鯨魚老爸》

2023: 《Barbie芭比》
- 《紫色》
- 《音乐大师》
- 《奧本海默》
- 《可憐的東西》
- 《普瑞希拉》

2024: 《懼裂》
- 《陰間大法師 Beetlejuice》
- 《沙丘：第二部》
- 《魔法壞女巫》
- 《吸血鬼：諾斯費拉圖》
- 《不同的男人》